# Ayao Emoto
Pour les articles homonymes, voir Emoto.
Ayao Emoto (江本 綾生, Emoto Ayao, 1895-1978) est un photographe japonais.